# Finnas till (roman av Jerzy Kosiński)
Finnas till (originaltitel: Being There) är en roman från 1970 av den polsk-amerikanske författaren Jerzy Kosiński, som först gavs ut på svenska av Tidens förlag 1979. Den filmatiserades också 1979, med den svenska titeln Välkommen Mr. Chance!, med Peter Sellers i huvudrollen som Mr Chance.

## Handling
Chance har levt hela sitt liv som trädgårdsmästare på en gård, och aldrig lämnat gården. Helt plötsligt dör gårdens ägare, och Chance tvingas flytta. Hela hans världsbild utgår ifrån vad han har sett på TV och hans trädgård. På grund av en bilolycka stöter han ihop med Herr och Fru Rand, två mycket förmögna och uppsatta finansmän. De misstolkar dock allt vad han säger, och tar honom för en lika högt uppsatt finansman. Hans naiva och rättframma hållning blir mycket uppskattad, och snart är han världskänd och citeras av både den amerikanska presidenten och Sovjetunionens ambassadör.

## Om romanen
Boken är en satir och kritiserar enkla politiska budskap och överdriven personkult. 1979 filmatiserades boken som Välkommen Mr. Chance.